# Cesinali
Cesinali es uno de los 119 municipios o comunas ("comune" en italiano) de la provincia de Avellino, en la región de Campania. Con cerca de 2.510 habitantes, según el censo de 2006, se extiende por una área de 3,73 km², teniendo una densidad de población de 672,92 hab/km². Linda con los municipios de Aiello del Sabato, Atripalda, San Michele di Serino, y Santo Stefano del Sole.

## Demografía
| Gráfica de evolución demográfica de Cesinali entre 1861 y 2001 |
|                                                                |
| Fuente ISTAT - elaboración gráfica de Wikipedia                |